# ¡Es una trampa!
It's a Trap! es el decimoctavo episodio de la novena temporada de la serie Padre de familia y secuela de las parodias de la saga Star Wars: Blue Harvest y Something, Something, Something, Dark Side, completando la trilogía de Laugh It Up, Fuzzball: The Family Guy Trilogy.
El episodio está escrito por Cherry Chevapravatdumrong y David A. Goodman y dirigido por Peter Shin. El argumento está basado en la última secuela de la saga Star Wars desde el punto de vista de Peter Griffin, quien aparte de él, los demás personajes interpretan a cada cual de la película original.

## Argumento
Tras volver a sufrir otro apagón eléctrico, resignado, Peter cuenta a su familia la historia de La Guerra de las Galaxias retomando el argumento desde donde lo dejó por última vez.
Darth Vader (Stewie Griffin) llega a la parcialmente reconstruida Estrella de la muerte tras un ajetreado vuelo desde Atlanta. Allí, el Comandante imperial Moff Jerjerrod (Roger) le recibe aparte de informarle de un nuevo fallo que podría poner en riesgo el futuro de la estación espacial, por lo que Vader le urge a que arregle el problema antes de la visita del Emperador (Carter Pewterschmidt).
Por otro lado, R2-D2 y C3PO (Cleveland Brown y Glenn Quagmire) se dirigen al palacio de Jabba the Hutt (Joe Swanson) con el plan inicial de salvar a Han Solo (Peter Griffin), capturado y congelado en carbonita en el episodio previo. Una vez ante la puerta, consiguen engañar a la vigilante (Consuela) para que abandone su puesto y colarse dentro del palacio. Una vez frente a Jabba, C3PO ordena a R2-D2 de que reproduzca un mensaje en el que aparece Luke Skywalker (Chris Griffin) pidiendo la liberación de Solo a cambio de quedarse con los droides, Jabba sin embargo se niega a aceptar su propuesta, aun así decide apropiarse los droides. A sabiendas de que Jabba podría rechazar la solicitud de Luke, este y los demás ya habían ideado un "plan "B"" en el que la Princesa Leia (Lois Griffin) se cuela dentro del palacio disfrazada de cazarrecompensas hasta llegar a la cámara donde se encuentra Solo siendo liberado. Sin embargo todo resulta ser una trampa, y Solo y Leia son capturados, esta última se ve obligada a ser esclava de Jabba mientras que Han Solo es encerrado en una celda junto con Chewbacca (Brian Griffin).
Finalmente, Luke llega al palacio y trata de negociar la liberación de sus amigos al mismo tiempo que C3PO intenta avisarle de que está situado sobre una trampilla, la cual es accionada por el propio Jabba y cae a un pozo donde se las tiene que ver con el Rancor (Rush Limbaugh), al cual consigue matar en el combate después de que este accionara el cierre de una puerta que le golpea la cabeza. A pesar de la victoria de Luke, Jabba ordena que tanto él como parte de sus amigos sean arrojados a las entrañas del Sarlacc (Meg Griffin). Durante la ceremonia de ejecución, Luke le da una última oportunidad de liberación, pero vuelve a ser rechazada por Jabba, por lo que se inicia el asalto a la nave de Hutt con la ayuda de Lando Calrissian (Mort Goldman) disfrazado de uno de los hombres de Jabba. En la batalla, varios hombres de Hutt mueren al caer dentro del Sarlacc incluyendo a Boba Fett (Ernie, el pollo gigante). Leia aprovecha la confusión que se vive dentro de la nave para estrangular a Jabba con sus propias cadenas. Una vez muerto, Leia es liberada y llevada a salvo junto con Luke y los demás. Tras escapar, Luke y R2 se dirigen a Dagobah mientras los demás reúnen a la flota rebelde, pero una vez llegan al planeta, Luke descubre a Yoda (Carl) moribundo, por lo que no puede terminar el entrenamiento, sin embargo, Yoda le comunica que ya está preparado tras enfrentarse a Vader. Mientras yace en la cama, este en su lecho de muerte le informa de que tiene una hermana gemela, finalmente Yoda muere y se le presenta el espíritu de Obi-Wan Kenobi (Herbert) que le revela que la hermana de Luke es la Princesa Leia.
Los rebeldes planean el asalto a la nueva Estrella de la muerte dirigidos por el Almirante Ackbar (Klaus Heißler), quien les explica que el plan para destruir la estación espacial es el mismo que el de la última vez con la diferencia de que esta vez deben destruir primero un generador de fuerza localizado en la boscosa luna de Endor. De vuelta a la estación, Vader informa al Emperador sobre un posible ataque. Consciente de tal amenaza, alega que esto es parte de su plan para atraer a Luke Skywalker al Lado Oscuro. Por otro lado, en la base rebelde, Han le cede el Halcón Milenario a Lando para atacar la Estrella, por lo que para aterrizar en la luna, Solo utiliza una nave imperial robada para evadir el bloqueo de Endor. Vader, Consciente de que Luke va con ellos, les da permiso para entrar. Al aterrizar son vistos por los Soldados Imperiales, los cuales tratan de avisar a los demás hasta que en una elaborada persecución en bicicletas son detenidos por Luke y Leia. Esta última se pierde cuando ambos se separan. Sin embargo, cuando Leia abate a un Imperial cae inconsciente al suelo después de que un trozo pequeño de meteorito (irónicamente, procedente del planeta Alderaan destruido varios años atrás) impactase contra su cabeza. Al cabo de unas horas, recupera el conocimiento cuando tiene un encuentro con un Ewok (Tim), el cual entabla amistad con ella y se la lleva a una aldea mientras los demás empiezan a buscarla.
Mientras prosigue la búsqueda de la Princesa, Luke, Han, Chebwacca y los droides caen en una trampa creada por los ewoks. Una vez capturados son llevados hasta la aldea en la que se encuentra Leia alojada. Los Ewoks, al ver a C3PO, empiezan a considerarle un Dios y empiezan a colaborar con él y los demás. Por otro lado, Luke parece muy distante con Leia después de lo que le habían dicho Yoda y Obi-Wan, cuando finalmente le cuenta la verdad a Leia, esta le contesta que de algún modo ya lo sabía. Siguiendo los consejos de Yoda, Luke sale al encuentro con Vader con la intención de darle la bondad que perdió al pasarse al lado de los Sith mientras que este trata de convencer a Luke de que se pase al Lado Oscuro. Los dos se reúnen con el Emperador, el cual le cuenta a Luke que sus amigos están en una trampa segura con la intención de cabrearle, pero cuando falla en su intento, empieza a burlarse de la filmografía de Seth Green por lo que un ataque de ira le corroe y comienza un duelo entre este y Darth Vader.
Ajenos a lo que acontece en la Estrella de la muerte, Han lleva a los Rebeldes hasta donde se encuentra el centro del generador. Finalmente consiguen asaltar el centro y retienen a los técnicos como rehenes. Por su parte, Han Solo se queja de que la película no es lo bastante gore y les obliga a salir afuera a cavar sus propias tumbas con sus cascos mientras le pide a uno de ellos que degolle a su compañero para ponerse la piel en su cara ante la cara de terror de los técnicos imperiales y la mirada perpleja de Leia que se muestra contrariada al ver lo cruel del espectáculo, pero antes de que Solo pueda a llevar a cabo sus macabros planes, son abordados por los Soldados Imperiales que se encontraban haciendo reconocimiento. Los Ewoks irrumpen el último momento y ayudan a los rebeldes a escapar de las tropas Imperiales y consiguen destruir el generador de energía. Mientras tanto, Lando lidera el ataque contra la Estrella de la muerte al mismo tiempo que la batalla entre Luke y Vader termina con la victoria de este primero, pero se niega a ejecutarlo contradiciendo así los deseos del Emperador. Consciente de que es inútil el esfuerzo por atraerle al Lado Oscuro decide matarle. Ante los gestos de dolor de Luke, Darth Vader siente la Fuerza después de pedirle amablemente ayuda y coge al Emperador y lo tira por un precipicio matándole. Ante este gesto, Vader se siente débil y Luke se lo lleva antes de que Lando consiga destruir la Estrella de la muerte, pero antes de abandonar la estación, Vader le pide en el último momento mirar a su hijo con sus propios ojos, por lo que intenta quitarse el casco, pero Luke acaba partiéndole el cuello al intentar ayudarle y lo mata sin querer.
Una vez ha caído el Imperio, en el punto de encuentro todos celebran la victoria de los rebeldes. Al mismo tiempo que los Ewoks rematan a los Imperiales heridos, Luke recibe la visita de los espíritus de Yoda, Obi-Wan y Anakin Skywalker (Stewie Griffin), el cual se enoja con él por haberle matado.
Una vez finalizada la historia, regresa la electricidad a la casa de los Griffin. Sin embargo cuando Peter trata de meterse de nuevo con Chris Griffin sobre la carrera cinematográfica del actor que le presta su voz, el resto de la familia le contradice diciendo que Seth MacFarlane está demasiado sobrevalorado. Finalmente cuando le preguntan sobre las precuelas, Peter les dice que probablemente en The Cleveland Show se encarguen.

## Reparto

### Personajes principales
- Chris Griffin es Luke Skywalker.
- Lois Griffin es Princesa Leia Organa.
- Peter Griffin es Han Solo.
- Brian Griffin es Chewbacca.
- Stewie Griffin es Darth Vader/Anakin Skywalker.
- Mort Goldman es Lando Calrissian.
- Herbert es Obi-Wan Kenobi.
- Carl es Yoda.
- Klaus Heißler es Almirante Ackbar (crossover de American Dad).
- Carter Pewterschmidt es Emperador Palpatine/Darth Sidious.
- Glenn Quagmire es C-3PO.
- Cleveland Brown es R2-D2 (crossover de The Cleveland Show).
- Joe Swanson es Jabba el Hutt.
- Ernie, el pollo gigante es Boba Fett.
- Meg Griffin es Sarlacc.
- Angela es Mon Mothma

### Cameos
- Rallo Tubbs as Nien Nunb (crossover de The Cleveland Show).
- Roger es Moff Jerjerrod (crossover de American Dad!)
- Tim, el oso es Ewoks (crossover de The Cleveland Show).
- Rush Limbaugh es Rancor/Asimismo.
- Patrick Stewart es Capitán Jean-Luc Picard.
- Michael Dorn es Tte. Worf

## Trasfondo
En marzo de 2009 se hizo el anuncio de que el reparto artístico de la serie hizo una lectura del borrador titulado previamente Episode VI: The Great Muppet Caper. El segundo título alternativo fue We Have a Bad Feeling About This en referencia a la frase recurrente de la saga de Star Wars. El título definitivo hace referencia a la frase del Almirante Ackbar, la cual se convirtió en un fenómeno de internet.
Debido al decrecimiento del número de personajes de Padre de familia, el episodio incluye a personajes de series relacionadas: por parte de American Dad aparecen Roger y Klaus como Moff Jerjerrod y Almirante Ackbar respectivamente y Tim y Rallo de The Cleveland Show como Ewok y Nien Numb.
Como artistas invitados, prestan sus voces a sus respectivos personajes: Patrick Stewart y Michael Dorn como el Capitán Jean-Luc Picard y Comandante Worf de Star Trek: The Next Generation, Adam West a Wilhuff Tarkin, Carrie Fisher a Mon Mothma y Rush Limbaugh como el Rancor.

## Producción
El guion está escrito por Cherry Chevapravatdumrong y David A. Goodman y dirigido por Peter Shin siendo este su primer episodio desde la cuarta temporada. En los contenidos adicionales del DVD de Something, Something, Something, Dark Side se puede ver una pequeña lectura del guion.